# Sybreed
Sybreed (forkortelse for "synthetic breed") er et schweizisk industrial metal-band fra Genève, Schweiz.

## Diskografi

### Studiealbums
- Slave Design (2004)
- Antares (2007)
- The Pulse of Awakening (2009)
- God Is An Automaton (2012)

### EP'er
- AEON (2009)
- Challenger (2011)